# Adolf Kussmaul
Adolf Kussmaul (sau Adolph Kußmaul) (1822 - 1902) a fost medic german, unul dintre marii clinicieni ai timpului său. A fost de asemenea coautor (împreună cu Ludwig Eichrodt) al personajului (dar și conceptului) Biedermeier.

## Biografie
Kussmaul provine dintr-o familie de medici. Tatăl, Philipp Jakob (1790–1850), a fost medic în orașul Wiesloch, iar bunicul, Johann Georg, chirurg în Pfinztal.
După studiile gimnaziale de la Wertheim, Mannheim și Heidelberg, urmează (1840 - 1846) studiile de medicină la Universitatea din Heidelberg. După absolvire, devine asistentul lui Karl von Pfeufer. În perioada 1847 - 1848 își perfecționează pregătirea medicală la Viena și Praga. Frecventând cursurile lui Carl von Rokitansky, Josef Škoda, Ferdinand von Hebra, Ignaz Semmelweis, Johann von Oppolzer și Franz Freiherr von Pitha, ia cunoștință cu toate noile descoperiri ale Școlii medicale vieneze.
În anul revoluționar 1848, se întoarce în orașul natal și activează doi ani ca medic militar pentru trupele din Baden, angajate în război împotriva Danemarcei.
În 1850 se stabilește la Kandern,  unde profesează ca medic local. În același an, se căsătorește. Celebrul chirurg Vincenz Czerny îi va fi ginere.
În 1853, datorită unei îmbolnăviri grave, renunță la practicarea medicinii și se orientează către învățământ. În 1853, merge la Universitatea din Würzburg și se pregătește urmând cursurile celebrilor medici Albert von Kölliker, Franz von Leydig, Heinrich von Bamberger, Nicolaus Friedreich și Rudolf Virchow. Susține teza de doctorat pe o temă privind circulația sanguină și mobilitatea irisului.
În 1855, devine profesor la Heidelberg și ține cursuri de farmacologie, apoi de toxicologie, psihiatrie, medicină legală, antropologie, biologie. În 1857, preia Catedra de Medicină de la Heidelberg.
Ulterior mai este profesor la universitățile din Erlangen (1859), Freiburg (1859) și Strasbourg (1876).

## Contribuții
Pe când era profesor la Heidelberg, întreprinde ample lucrări de cercetare în laborator asupra unor teme ca: rigor mortis, efectelor toxice ale ciupercii otrăvitoare Amarita Muscaria și despre tulburările legate de evoluția uterului.

### Termeni medicali care îi poartă numele
- Respirația Kussmaul: respirație profundă, cu frecvență scăzută, specifică comei diabetice;
- Semnul Kussmaul: creștere a tensiunii venoase jugulare în cazul pericarditei constrictive sau tulburării pulmonare obstructive;
- Maladia Kussmaul: "Polyarteritis nodosa".

### Pionierat
Kussmaul a fost primul care:
- a descris
  - dislexia;
  - polyarteritis nodosa.
  - paralizia bulbară progresivă;
- a diagnosticat embolismul mezenteric
- a efectuat:
  - palparea pleurală;
  - lavajul gastric;
  - esofagoscopie;
  - gastroscopie.